# Roger Joe
Roger Joe (21 gennaio 1986) è un calciatore vanuatuano, difensore del Tafea.

## Carriera

### Club
Dal 2004 al 2007 gioca con lo Shepherds United, per poi trasferirsi allo Yatel, in prima divisione vanuatuana. Nel 2009 passa al Tafea, dove gioca tuttora.

### Nazionale
Dal 2004 ha raccolto varie presenze con la Nazionale vanuatuana.